# Lennestadt
Lennestadt település Németországban, azon belül Észak-Rajna-Vesztfália tartományban. Lakosainak száma 25 275 fő (2023. december 31.). Lennestadt Finnentrop, Olpe és Kirchhundem községekkel határos.

## Népesség
A település népességének változása:
| Lakosok száma | 26 167 | 25 638 | 25 503 | 25 176 | 25 352 | 25 275 |
|               | 1975   | 2017   | 2019   | 2021   | 2022   | 2023   |